# Johannes Campensis
Johannes Campensis, gelatiniseerde vorm van Jan van Campen (Kampen, ca. 1490 -  Freiburg im Breisgau, 7 september 1538) was een katholiek theoloog en christelijk hebraïcus uit de Habsburgse Nederlanden, een tijdgenoot en stadsgenoot van de geleerde Albertus Pighius. Hij was hoogleraar aan de universiteiten van Leuven in de Nederlanden en Krakau in de toenmalige hoofdstad van Polen. Hij was in Leuven verbonden aan het Collegium Trilingue.

## Leven
Campensis werd geboren in de Overijsselse hanzestad Kampen rond 1490. Campensis zijn leermeester Hebreeuws was waarschijnlijk de humanist en filosoof Johannes Reuchlin. Tussen 1520 en 1531 was hij als hoogleraar verbonden aan het Collegium Trilingue van de Universiteit Leuven. In 1528 publiceerde hij samen met de Vlaamse uitgever, medegeleerde en drukker Dirk Martens een werk over Hebreeuwse grammatica. Dit werk was gebaseerd op de geschriften van de joodse geleerde, medehebraïcus en dichter Elias Levita. Dit werk van Campensis en Martens kende door verbeteringen verschillende edities. Deze edities werden op verschillende plekken verspreid over het continent Europa uitgegeven, waaronder in 1532 te Krakau en in 1539 te Parijs. Zijn inzichten haalde hij vooral uit gespreksverslagen met mensen die Hebreeuws als leestaal gebruikte. 
In 1532 bracht Campensis in de Rijksstad Neurenberg een parafrase over het bijbelboek Psalmen uit en in dat zelfde jaar ook nog een parafrase over het bijbelboek Prediker in Parijs.
Vanaf 1531 reisde hij door het Heilige Roomse Rijk en het koninkrijk Polen langs diverse experts over het jodendom, zoals rabbijnen om zijn werk te verbeteren. Op uitnodiging van de Krakause renaissance prins-bisschop, 
kanselier en mecenas Tomicius werd Campensis in 1534 hoogleraar aan de Jagiellonische Universiteit. 
In zijn latere jaren woonde hij twee jaar in Venetië en heeft hij ook Rome bezocht.
In 1538 op terugreis naar de Nederlanden stierf hij in Freiburg im Breisgau aan de pest.
Zijn magnum opus was Ex variis libellis Eliae grammaticorum omnium doctissimi, huc fere congestum est opéra Johannis Campensis, quidquid ad absolutam grammaticam hebràicam est necessarium (Leuven, 1528; Krakau, 1534; Parijs, 1539, 1543)

## Externe Links
Ex Varis... (Parijs, 1539) on KU Leuven Bijzondere Collectie
- Biblioteca Nacional de España: XX5007128
- Bibliothèque nationale de France: cb119953640 (data)
- Biografisch Portaal: 23409283
- Catàleg d'autoritats de noms i títols de Catalunya: 981058530302206706
- Digitale Bibliotheek voor de Nederlandse Letteren: camp070
- Gemeinsame Normdatei: 100363350
- International Standard Name Identifier: 0000 0001 1026 9634
- Library of Congress Control Number: n86113662
- Mathematics Genealogy Project: 125682
- Nationale Bibliotheek van Polen: a0000002394018
- Nationale en Universitaire bibliotheek Zagreb: 000691295
- Nederlandse Thesaurus van Auteursnamen: 069245754
- Istituto Centrale per il Catalogo Unico: CFIV187328
- LIBRIS: 361288
- Système universitaire de documentation: 028037588
- Virtual International Authority File: 54157271
- WorldCat: E39PBJkxGqDykTv6kFKDxQryVC